# Bundeserziehungsgeldgesetz
Das deutsche Gesetz zum Erziehungsgeld und zur Elternzeit (Bundeserziehungsgeldgesetz) regelte von 1986 bis 2006/2008 das Erziehungsgeld und den Erziehungsurlaub (seit 2004: Elternzeit). Im Zuge der Einführung des Elterngeldes traten die Regelungen zum Erziehungsgeld am 31. Dezember 2006 außer Kraft. Für die Eltern von Kindern, die vor dem 1. Januar 2007 geboren oder adoptiert worden waren, galten die Regelungen zur Elternzeit bis für eine Übergangsfrist von zwei Jahren weiter. Am 31. Dezember 2008 trat das Bundeserziehungsgeldgesetz dann endgültig außer Kraft.
Für nach dem 31. Dezember 2006 geborene Kinder bzw. deren Eltern gilt das Bundeselterngeld- und Elternzeitgesetz.

## Inhalt
Erziehungsgeld gab es für das erste und zweite Lebensjahr des Kindes als eine einkommensabhängige Familienleistung. Dabei war es unerheblich, ob der Antragsteller erwerbslos war oder nicht. Für das dritte Lebensjahr gab es in einigen Bundesländern Landeserziehungsgeld.
Es gab zwei Arten von Erziehungsgeld, für die man sich beim Antrag bei der Erziehungsgeldstelle entscheiden musste. Einmal den Regelsatz von 300 Euro monatlich für zwei Jahre oder das Budget für ein Jahr in der Höhe von 450 Euro monatlich.
Die Voraussetzungen für das Erziehungsgeld waren im Wesentlichen:
- Personensorgeberechtigung
- Wohnsitz oder gewöhnlicher Aufenthalt in Deutschland
- die persönliche Betreuung des Kindes
- weniger als 30 Stunden Wochenarbeitszeit

Das Mutterschutzgeld wurde angerechnet, sodass in den ersten acht Wochen möglicherweise kein Erziehungsgeld gezahlt wurde.
Die Einkommensgrenzen lagen zum Beispiel für das Erziehungsgeld bis zum sechsten Lebensmonat bei Paaren bei 30.000 Euro und bei Alleinerziehenden bei 23.000 Euro für den Regelbeitrag. Bei einem höheren (halb-)Jahreseinkommen entfiel der Anspruch auf Erziehungsgeld. Als Einkommen galt das um Werbungskosten und pauschal um 24 Prozent für Arbeitnehmer (bzw. 19 Prozent für Beamte, Soldaten und Richter) geminderte Bruttoeinkommen. Pro weiterem Kind erhöhten sich die Einkommensgrenzen um 3.140 Euro. Ab dem siebten Lebensmonat erfolgte ab 16.500 Euro bzw. 13.500 Euro eine prozentuale Anrechnung des Einkommens auf den Zahlbetrag.
War die berechtigte Person während des Erziehungsgeldbezugs nicht erwerbstätig, blieben ihre Einkünfte aus einer vorherigen Erwerbstätigkeit unberücksichtigt (§ 6 Absatz 6).
Während des Erziehungsurlaubs hatten die Eltern einen Rechtsanspruch auf unbezahlte Freistellung von der Arbeit. Das Bundeserziehungsgeldgesetz war insofern nur für Arbeitnehmer einschlägig. Für Beamte galten die demgegenüber leicht modifizierten Vorschriften der Elternzeitverordnung des Bundes bzw. der Parallelvorschriften der Länder.
Voraussetzungen für die Gewährung war nach §§ 15 ff.  zunächst, dass es sich um
- ein Kind, für das dem Arbeitnehmer die Personensorge zustand,
- ein Kind des Ehegatten oder Lebenspartners,
- ein Kind, das der Arbeitnehmer in Vollzeitpflege (§ 33 SGB VIII) oder Adoptionspflege (§ 1744 Bürgerliches Gesetzbuch) aufgenommen hatte, oder
- ein Kind, für das ohne Personensorgerecht in einem Härtefall Erziehungsgeld nach § 1 Absatz 7 Satz 2 bezogen werden konnte, handelte.

Weiter war erforderlich, dass der Arbeitnehmer das Kind selbst betreute und erzog. Schließlich durfte das Kind noch keine drei Jahre alt sein. Bei angenommenen Kindern und Kindern in Vollzeit- oder Adoptionspflege genügte es aber, wenn die Inobhutnahme noch keine drei Jahre zurücklag und das Kind noch keine acht Jahre alt war.
Mit Zustimmung des Arbeitgebers war es möglich, dass die Elternzeit in zwei Abschnitte aufgeteilt und ein Jahr zwischen dem dritten und achten Lebensjahr des Kindes genommen wurde.
Seit Änderung des Erziehungsgeldgesetzes zum 1. Januar 2001 konnte die dann „Elternzeit“ genannte Freistellung auch von beiden Elternteilen gemeinsam genommen werden; bis dahin war lediglich eine Abwechselung der Eltern möglich. Zudem sollte durch die Begriffsänderung von „Erziehungsurlaub“ zu „Elternzeit“ insbesondere eine Abwertung der Erziehungsarbeit vermieden werden.
Beim Erziehungsurlaub hatte der Arbeitnehmer grundsätzlich keinen Anspruch auf Entgeltfortzahlung. Er genoss insofern aber besonderen Kündigungsschutz nach § 18; befristete Verträge verlängerten sich jedoch nicht automatisch.
Die Erwähnung der Elternzeit durch den Arbeitgeber darf auch im Arbeitszeugnis erfolgen, wenn die Ausfallzeit eine wesentliche tatsächliche Unterbrechung der Beschäftigung darstellt.
Es bestand auch ein Rechtsanspruch auf Teilzeitarbeit, wenn der Betrieb mindestens 15 Beschäftigte hatte und die Arbeitszeit mindestens 15 Stunden und maximal 30 Stunden pro Woche betrug. Somit war es prinzipiell möglich, dass der Vater drei Tage in der Woche arbeiten ging (3 × 8 = 24 Stunden) und die Mutter zwei Tage (2 × 8 = 16 Stunden). Die Elternteilzeit wurde in diesem Fall von beiden Elternteilen gleichzeitig beansprucht. 
Da die Elternteilzeit für jeden Elternteil separat betrachtet wurde, wurde die Elternteilzeit des Partners nicht angerechnet. Somit konnten sowohl Mutter als auch Vater jeweils für bis zu drei Jahre Elternteilzeit nehmen.
Der Antrag hätte im Vorfeld arbeitsrechtlich abgestimmt werden sollen. Generell galt, dass dieser Antrag jederzeit bis zum dritten Lebensjahr des Kindes gestellt werden konnte. Somit war es prinzipiell auch möglich, den Antrag erst ein Jahr nach Geburt des Kindes zu stellen. Bezüglich der zeitlichen Gestaltung der Elternteilzeit setzten die Arbeitsgerichte eine kooperative Abstimmung zwischen Arbeitgeber und Arbeitnehmer voraus.